# Краківська архідієцезія
Кра́ківська архідієце́зія — одна з 14 архідієцезій римо-католицької церкви в Польщі, одна з найстаріших польських дієцезій. Очолюється краківськими архієпископами.
Існує з 1000 року, коли була створена митрополія з центром у Гнезно. Пізніше дієцезія входила до складу
- гнезнінської митрополії — до 1807
- львівської митрополії (1807-1818)
- варшавської митрополії (1818-1880)
- Апостольської столиці (1880-1925)

З 1925 існує як архідієцезія. Після 1992 року зі створенням Краківської митрополії входить до її складу.
Кафедральний собор — Храм святих Станіслава і Вацлава, що знаходиться на території королівського замку у Кракові.